# Lucrezia Orsina Vizzana
Lucrezia Orsina Vizzana (* 3. Juli 1590 in Bologna; † 7. Mai 1662 ebenda) war eine italienische Komponistin des Barock.

## Leben
Die Tochter einer Bologneser Adelsfamilie wurde, zusammen mit ihrer Schwester, im Alter von 8 Jahren dem Kamaldulenser-Kloster Santa Christina in Bologna übergeben; dieses hatte wegen seiner Musik einen besonderen Namen. Musikunterricht erhielt sie dort vermutlich von ihrer Tante Camilla Bombacci, der Organistin, Novizenmeisterin und späteren Äbtissin des Klosters, sowie durch den Organisten von S. Petronio (und inoffiziellen Kapellmeister des Klosters) Ottavio Vernizzi (1549–1649). Adriano Banchieri, Gabriele Fattorini,  u. a. widmeten dem Kloster doppelchörige Werke, das deutet auf konzertante Chorpraxis im Kloster. Novizin wurde sie mit elf Jahren und 1606 legte sie ihre ewigen Gelübde ab. Vizzana komponierte die Motetten der Componimenti musicali im Stil der Seconda pratica.

## Werk
Ihre aus 20 Motetten in lateinischer Sprache (mit lateinischer Schreibweise ihres Vornamens Lucretia im Titel) bestehende Sammlung
- Componimenti musicali de motetti concertati a una e più voci (Neudruck)

veröffentlichte sie 1623 und widmete sie den Nonnen ihres Klosters, „alle monache di Santa Cristina in Bologna“. Es handelt sich um einen Notendruck für 1 bis 4 Singstimmen, gedruckt in Venedig durch Bartholomeo Magni. Die geistlichen Gesänge (Motetten) im konzertanten Stil sind größtenteils ein- oder zweistimmig, mit begleitendem Generalbass angelegt. Erst die letzten beiden Stücke sind 3- bzw. 4-stimmig.
Ihren Kompositionsstil, „der mit den besten Produkten ihrer Kollegen verglichen werden kann“ beschreibt der Spezialist für die italienische Vocalmusik des 17. Jahrhunderts Gunther Morche ausführlich in seinem Artikel Vizana, [oder] Vizzana, Lucretia Orsina in MGG 2 mit weiteren Literaturangaben.

## Editionen
- Eine praktische Ausgabe davon erschien 2002 in Köln bei Bernd Christoph Becker (Stimmen mit Continuo-Begleitung) als Faksimile der Ausgabe von 1623[5]
- In einer modernen Edition liegt das Werk als Partitur vor: Edition Baroque, 2015[6]